# Ахмад аль-Аббас
Ахмад II аль-Аббас (араб. أحمد العباس; д/н —1659) — останній султан Марокко з династії Саадитів в 1655—1659 роках.

## життєпис
Син султана Мухаммада IV та доньки шейха берберського племені шабані. 1655 року після смерті батька успадкував трон. З самого початку стикнувся з амбіціями стрийка Абу-Бакра аль-Шабані, який спочатку суттєво впливав на управління державою.
Зрештою Абу бакр вирішив захопити владу, тому 1658 року взяв в облогу Марракеш. Втім Ахмад II зумів відбити напад. Проте становище погіршувалося наступом Алауїтів з північного заходу. за цих умов за порадою матері 1659 року вступив у перемовини з Абу Бакра, під час яких був раптово схоплений та страчений. Володарем Марракешу було оголошено Абд аль-Каріма, сина Абу бакра. Династія Саадитів припинила своє існування, Марокко розпалося на декілька держав.